# Витебский областной краеведческий музей
Витебский областной краеведческий музей — один из музеев Беларуси.
В настоящее время, помимо головного музея в ратуше, включает филиалы: художественный, музей истории частного коллекционирования, музей-усадьба И. Е. Репина «Здравнёво», экспозиция в бывшей тюрьме СД, посвящённая памяти патриотов Витебщины.

## История
Истоки его истории уходят в XIX столетие, когда в 1868 году в городе был открыт первый музей при губернском статистическом комитете.
В 1918 году создается Витебский губернский музей на базе частной коллекции А. Р. Бродовского. А в 1924 году открывается Витебское отделение Белгосмузея, основу которого составили коллекции ранее существовавших музеев: церковно-археологического, Витебской учёной архивной комиссии, музея древностей при Витгубстаткомитете, частных собраний В. Федоровича и А. Бродовского. С этого времени музей располагается в городской ратуше — памятнике архитектуры XVIII века, которая по праву является символом города Витебска.
В 2023 году музею передано также здание Дворца губернаторов, освобождённое Витебским управлением КГБ Беларуси.

## Фонды
В фондах музея хранится более 200 тыс. предметов. Среди них такие уникальные экспонаты, как берестяная грамота XIII в., серебряный рыцарский пояс и кларнет XVII в., старопечатные книги, посуда первых белорусских мануфактур, оружие 1812 г., коллекция вышивки местной работы XVIII—XIX вв., материалы по истории Великой Отечественной войны 1941—1945 гг. и современности. Большой интерес представляют коллекции нумизматики, древнего оружия, масонской атрибутики. В коллекции живописи и графики имеются работы И. Репина, И. Левитана, И. Шишкина, И. Хруцкого, Маковского, Ю. Пэна и др., современных художников Витебщины.
Музей организует сменные выставки из собственных фондов и музеев Республики Беларусь, ближнего и дальнего зарубежья; проводит экскурсии, лекции, музейно-педагогические занятия, тематические вечера и другие мероприятия по краеведческой тематике.

## Экспозиция памяти патриотов Витебщины
Эта экспозиция размещена в подвалах бывшей фашистской тюрьмы СД. Фотодокументальные материалы рассказывают о Витебске периода оккупации, патриотах, замученных здесь (в их числе легендарная В. З. Хоружая).

## Музей истории частного коллекционирования
В основе экспозиции — частное собрание витебского коллекционера И. Д. Галькевича (1895—1976), подаренное музею его вдовой. Представлено крупнейшее в Беларуси собрание монет, имевших хождение на территории республики; собрание памятных российских медалей, мемориальных медалей СССР, памятных медалей и наград различных стран мира. Находится в здании, построенном в 1898 г. для первой электростанции в Витебске (ул. Фрунзе, 13).

## Музей-усадьба И. Е. Репина «Здравнёво»

Экспозиция рассказывает о жизни и творчестве русского художника Ильи Ефимовича Репина, который на протяжении 1892—1902 гг. проводил летние сезоны в имении «Здравнёво». В доме-музее представлены репродукции картин художника, письма, документы, а также немногочисленные подлинные предметы, принадлежавшие семье Репина.

## Художественный музей
Музей хранит разнообразные коллекции, состоящие из более 7 тысяч экспонатов. Представлены произведения иконописи, станковой живописи, графики, скульптуры, народного и декоративно-прикладного искусства. Гордость музея — коллекция работ Ю. М. Пэна, первого учителя М. Шагала. Музей находится в здании, построенном в 1883 г. для Окружного суда. (ул. Ленина, 32).